# Мирела Френи
Мирела Френи (на италиански: Mirella Freni, рождено име Mirella Fregni) е италианска оперна певица – сопран.

## Биография
Мирела Френи е родена на 27 февруари 1935 г. в Модена, Италия като Мирела Фрегни. Изявява се като музикално надарено дете и на 10-годишна възраст участва в радио конкурс с песента „Un bel dì vedremo“.
Прави своя дебют в операта на 19 години, през 1955 г., в Модена, в ролята на Микаела в „Кармен“ от Бизе. Впоследствие получава предложения за много роли, но временно прекъсва кариерата си, за да сключи брак с Леоне Маджиера. Двамата имат дете.
Френи се завръща към кариерата си през 1958 г. като печели конкурс и изпълнява ролята на Мими в „Бохеми“ на Пучини в Театро Реджио в Торино. Пее в Нидерландската опера 1959 – 60. Постига международна известност с интерпретацията на Адина в постановката на Франко Дзефирели на „Любовен еликсир“ от Доницети в Глиндебурн, където тя също участва и в опери от Моцарт през 1960 – 62. Двамата с Лучано Павароти се считат за най-добрите изпълнители в „Бохеми“. Френи е постоянна партньорка с Павароти както на сцената, така и в звукозаписното студио.
През 1961 г. Френи дебютира в британската Кралска Опера в ролята на Нанета във „Фалстаф“ на Верди. През 1963 г. прави дебюта си в Ла Скала, в постановка на Дзефирели и под диригентството на Херберт фон Караян. През 1965 г. дебютира в Метрополитън опера в ролята на Мими, а по-късно и като Лиу в „Турандот“ на Пучини, Маргарита във „Фауст“ и Жулиета в „Ромео и Жулиета“.
От началото на 70-те до 80-те, Френи започва да изпълнява по-сложни роли от Верди като Елизабета в „Дон Карлос“ (продукция на Джон Декстър), Дездемона в „Отело“, Амелия в „Симоне Боканегра“, Елвира в „Ернани“, Леонора в „Силата на съдбата“ и главната роля в „Аида“. Тя добавя към репертоара си и героините на Пучини от „Манон Леско“ и „Тоска“, записва „Мадам Бътерфлай“ и трите роли в Триптиха (Il trittico). Участва и във филм „Мадам Бътерфлай“ заедно с Пласидо Доминго, под диригентството на Херберт фон Караян и режисурата на Жан-Пиер Понел. През 1976 г. участва във филма на Понел „Сватбата на Фигаро“ в ролята на Сузана.
През 1981 г. Френи се омъжва за известния български оперен певец Николай Гяуров. Двамата заедно спомагат за основаването на центъра Centro Universale del Bel Canto във Виньола, където започват да водят майсторски класове през 2002 г. След смъртта на Гяуров през 2004 г. Френи продължава общото им дело по запазване традицията на бел кантото и понастоящем обучава млади певци от цял свят.
Френи публикува мемоар, „Mio Caro Teatro“, през 1990 г. През 2002 г. е удостоена с почетна степен от Университета в Пиза за „значимия ѝ принос за европейската култура“.
Френи продължава да обогатява репертоара си и през 90-те. Изпълнява титулярната роля в „Адриана Льокуврьор“ на Чилеа в Милано, Париж, Барселона и Ню Йорк, както и тази във „Федора“ на Джордано в Лондон, Милано, Ню Йорк, Торино, Барселона и Цюрих. В края на 90-те пее и в опери от Чайковски – като Татяна в „Евгени Онегин“, Лиза в „Дама Пика“ и Йоана в „Орлеанската дева“. През 2005 г. Метрополитън опера отбелязва 40 години от дебюта на Френи там и 50 години от началото на сценичната ѝ кариера със специален гала концерт под диригентството на Джеймс Ливайн.
Френи приключва професионалната си кариера на сцената с операта „Орлеанската дева“ във Вашингтонската национална опера на 11 април 2005 в ролята на Йоана (Жана Д'Арк).

## Памет
На Мирела Френи е наречена улица в кварталите „Студентски град“ и „Малинова долина“ в София (Карта).